# Tel Xeva
Tel Xeva (en hebreu, תל שבע) és un consell local del districte del Sud d'Israel adjacent a Beerxeba i a Ómer. Tel Xeva fou fundat el 1968 en el marc d'un projecte per a establir els beduïns en assentaments fixos. És una de les viles més pobres del país: el sou mensual mitjà només arriba al 47% de la mitjana d'Israel i només un 43% dels joves tenen el títol de secundària. En 2002, l'Oficina Central d'Estadístiques d'Israel (OCEI) va publicar un estudi en què es deia que Tel Xeva era el tercer municipi més pobre d'Israel.

## Jaciments arqueològics
Prop de la localitat es troben els jaciments arqueològics de Tel Xeva. Es tracta de les restes de la ciutat bíblica de Beerxeba. Les excavacions es van dur a terme entre 1969 i 1976 i s'hi van descobrir diversos estrats de restes, que inclouen els períodes israelita, el període monàrquic de Judea, el període persa i el període romà. El que més destaca de les troballes són restes de diverses fortificacions, algunes habitacions excavades a la roca dels segles XII i XI aC i un pou de vint metres de profunditat (el més pregon d'Israel).